# V6 (banda)
V6 é um grupo criado pela Johnny & Associates em 1995, a popularidade do V6 cresceu e desde 1997 até 2008 eles possuiram seu próprio programa televisivo chamado Gakkou e Ikou!, possuem então filmes e jogos. A banda costuma dividir-se em duas, sendo que a banda que possui os integrantes mais velhos se chama 20th Century e a banda com os integrantes mais novos denomina-se Coming Century. A banda já fez apresentações em Taipei e na Coreia do Sul. Como bandas separadas, ambas gravaram músicas para aberturas do anime, Eyeshield 21. Coming Century fez a gravação de "Breakthrough", o primeiro tema de abertura e 20th Century tocaram "Innocence", o segundo tema de abertura.[carece de fontes?] Como V6, tiveram a canção "Change the World" usada no primeiro tema de abertura e a canção "Brand-New World" foi usada na oitava tema de encerramento do anime InuYasha.[carece de fontes?] Em 2009, a subdivisão Coming Century, lançou o álbum Hello-Goodbye que alcançou a primeira posição no ranking semanal da Oricon, onde permaneceu nessa posição por uma semana.
Em 1 de novembro de 2021, foram dissolvidas.

## Membros[2]
20th Century
- Masayuki Sakamoto (坂本 昌行, Sakamoto Masayuki)
- Hiroshi Nagano (長野 博, Nagano Hiroshi)
- Yoshihiko Inohara (井ノ原 快彦, Inohara Yoshihiko)

Coming Century
- Go Morita (森田 剛, Morita Gō)
- Ken Miyake (三宅 健, Miyake Ken)
- Junichi Okada (岡田 准一, Okada Jun'ichi)

## Discografia
| - 1995: "Music for the People" - 1996: "Made in Japan" - 1996: "Beat Your Heart" - 1996: "Take Me Higher" - 1997: "Ai Nanda" (愛なんだ) - 1997: "Honki ga Ippai" (本気がいっばい) - 1997: "Wa ni Natte Odoro" (WAになっておどろう) - 1997: "Generation Gap" - 1998: "Be Yourself!" - 1998: "Tsubasa ni Nare" (翼になれ) - 1998: "Over/Easy Show Time" - 1999: "Believe Your Smile" - 1999: "Jiyuu de Aru Tame ni" (自由であるために) - 1999: "Taiyou no Ataru Basho" (太陽のあたる場所) - 2000: "Millennium Greeting" - 2000: "In the Wind" - 2000: "Change the World" - 2001: "Ai no Melody" (愛のMelody) - 2001: "Kiseki no Hajimari" (キセキのはじまり) - 2001: "Dasenai Tegami" (出せない手紙) - 2002: "Feel Your Breeze/One (feat. Shoo)" - 2003: "Mejirushi no Kioku" (メジルシの記憶) - 2003: "Darling" - 2003: "Cosmic Rescue/Tsuyoku Nare" (Cosmic Rescue/強くなれ) - 2004: "Arigatou no Uta" (ありがとうのうた) - 2004: "Thunderbirds (Your Voice)" - 2005: "Utao-Utao" - 2005: "Orange" - 2006: "Good Day!!" (グッデイ!!; Gud Dei) - 2007: "Honey Beat/Boku to Bokura no Ashita" (Honey Beat/僕と僕らの明日) - 2007: "Jasmine/Rainbow" (ジャスミン/Rainbow; Jasumin/Rainbow) - 2007: "Way of Life" - 2008: "Chō" (蝶) - 2008: "Light in Your Heart/Swing!" - 2009: "Spirit" (スピリット; Supiritto) - 2009: "Guilty" - 2010: "Only Dreaming/Catch" - 2011: "Sexy.Honey.Bunny!/Takara No Ishi" (Sexy.Honey.Bunny!/タカラノイシ) - 2012: "Bari Bari Buddy" - 2012: "kEEP oN." - 2012: "Rock Your Soul" - 2013: "Kimi ga Omoidasu Boku wa Kimi o Aishite Irudarou ka" (君が思い出す僕は 君を愛しているだろうか) - 2014: "Namida no Ato ga Kieru Koro" (涙のアトが消える頃) - 2014: "Sky's The Limit" - 2015: "Timeless" - 2016: "Beautiful World" - 2017: "Can't Get Enough/Hanahirake" (Can't Get Enough/ハナヒラケ) - 2017: "COLORS/Tsuki to Taiyou no Kodomo tachi" (COLORS/太陽と月のこどもたち) - 2018: "Crazy Rays/KEEP GOING" | - 1999: "Wishes (I'll Be There)/You'll Be in My Heart" (Marsa Sakamoto) - 2000: "Precious Love" - 2008: "Ore Ja Nakya, Kimi Ja Nakya" (オレじゃなきゃ、キミじゃなきゃ) - 1998: "Natsu no Kakera" (夏のかけら) - 2001: "Get Set Go!/Mimycen" - 1998: "Ashita ga Kikoeru/Children's Holiday" (明日が聴こえる/Children's Holiday) - 1999: "Next 100 Years" - 2000: "I Will Get There" - 2001: "Always (A Song For Love)" - 2002: "Love Me All Over" DVD - 2008: "Vibes" |

| - 1996: Since 1995 ~ Forever - 1997: Nature Rhythm - 1998: A Jack in the Box - 1999: "Lucky" 20th Century, Coming Century to be continued... - 2000: "Happy" Coming Century, 20th Century Forever - 2001: Volume 6 - 2002: Seven - 2003: Infinity: Love and Life - 2005: Musicmind - 2007: Voyager - 2010: Ready? - 2013: Oh! My! Goodness! - 2017: The Ones | - 2001: Very Best - 2006: Very Best II - 2015: SUPER Very best | - 1996: Greeting - 1998: Super Heroes |

## Videografia

### DVD/VHS
| - 1996: Live for the People - 1997: Film V6: Clips and More - 1998: Space (from V6 Live Tour '98) - 1999: Film V6 Cct II: Clips and More - 2001: Very Happy!!! - 2002: Film V6 Act III: Clips and More - 2002: Liv6 - 2003: Hard Luck Hero (movie) - 2004: Love & Life (V6 Summer Special Dream Live 2003) - 2005: Film V6 Act IV (Ballad Clips and More) - 2005: Film V6 act IV (Dance Clips and More) - 2005: Very Best Live (1995—2004) - 2005: Hold Up Down (movie) - 2006: 10th Anniversary Concert Tour 2005: Musicmind - 2008: V6 Live Tour 2007 Voyager (Boku to Bokura no Ashita) - 2009: V6 Live Tour 2008 Vibes - 2010: V6 Live Tour 2010 Ready? | - 2009: 20th Century Live Tour 2008 Ore Ja Nakya, Kimi Ja Nakya - 2009: 20th Century Live Tour 2009 Honey Honey Honey - 1997: Sky - 1998: Question - 2003: Cosmic Rescue (movie) - 2009: We are Coming Century Boys Live Tour 2009 |